# Доктор по философия
Доктор по философия (на латински: philosophiae doctor или doctor philosophiae, PhD) е най-високото академично ниво, постигано след курс на обучение в болшинството европейски страни, САЩ и по света. Докторски степени се присъждат за програми в най-различни академични области. Тъй като това е научна степен, от докторантите се изисква да направят оригинално научно изследване, което разширява границите на знанието, обикновено под формата на дисертация, и да я защитят пред група от други експерти в областта. Завършването на докторантура често е условие за приемане на работа като професор, изследовател или учен в много области. Лицата, получили степента „доктор по философия“, в много юрисдикции могат да използват титлата „доктор“ (често съкратено „д-р“) с името си, въпреки че правилният етикет на употреба може да бъде предмет на професионалната етика в съответната научна област, култура или общество.
Изискванията за придобиване на докторска степен варират значително в зависимост от страната, институцията и периода – от начални научни степени до висши докторантури. Студент, достигнал това ниво, може да получи степен „кандидат на философските науки“ в някои институции или да получи магистърска степен по пътя към докторската степен. Понякога този статут е известен и като „PhD ABD“.
Кандидатът за докторска степен трябва да представи проект, дипломна работа или дисертация, която често се състои от оригинално научно изследване, което по принцип е достойно за публикуване в рецензирано списание. В много страни той трябва да защити този труд пред комисия от експерти, назначена от университета. Присъждат се и други видове докторски степени, като например „доктор на музикалните изкуства“ (D.M.A.) за музикални изпълнители, „доктор на юридическите науки“ (S.J.D.) за юристи и „доктор на образованието“ (Ed. D.). През 2005 г. Асоциацията на европейските университети определя „Залцбургските принципи“ – 10 основни принципа за третата степен (докторска) в рамките на Болонския процес. През 2016 г. те са последвани от „Флорентинските принципи“ – седем основни принципа за докторантури в областта на изкуствата, определени от Европейската лига на институтите по изкуствата, които са одобрени от Европейската асоциация на консерваториите, Международната асоциация на филмовите и телевизионните училища, Международната асоциация на университетите и колежите по изкуства, дизайн и медии и Обществото за художествени изследвания.

## Терминология
Степента се нарича съкратено PhD (понякога Ph. D. в САЩ), от латинското Philosophiae Doctor, което се произнася като три отделни букви. Съкращението DPhil, от английското „Doctor of Philosophy“ (доктор по философия), се използва от малък брой университети в Обединеното кралство и Общността на нациите, включително Оксфорд, преди това Йорк и Съсекс, като съкращение на дипломите от тези институции.

## История
Степента се появява през XII – XIII век във Великобритания, Италия и Франция.
Въпреки наименованието днес терминът „философия“ не се отнася до областта или академичната дисциплина философия, а се използва в по-широк смисъл в съответствие с оригиналното му гръцко значение, което е „любов към мъдростта“. В по-голямата част от Европа всички области (история, философия, социални науки, математика и натурфилософия/природни науки), различни от теологията, правото и медицината (т.нар. професионална или техническа учебна програма), традиционно се наричат „философия“, а в Германия и на други места в Европа основният факултет по свободни изкуства е известен като „философски факултет“.

## По света
В своята Международна стандартна класификация на образованието (ISCED) от ЮНЕСКО посочват, че: „Програмите, които трябва да бъдат класифицирани на ниво ISCED 8, се наричат по много начини, като например PhD, DPhil, D.Lit, D.Sc, LL.D, Doctorate или други подобни термини. Важно е обаче да се отбележи, че програмите с наименование „доктор“ следва да бъдат включени в ниво ISCED 8 само ако отговарят на критериите, описани в параграф 263. За целите на международната съпоставимост терминът „докторска степен или еквивалент“ се използва за обозначаване на ниво ISCED 8.“

### Германия
В Германия приемът в докторска програма обикновено се основава на наличието на висша образователна степен, най-вече в свързана област, и на оценки над средните. Кандидатът трябва също така да намери хабилитиран професор от университет, който да служи като официален съветник и ръководител (Betreuer) на дисертацията по време на цялата докторска програма. Този научен ръководител неофициално се нарича Doktorvater или Doktormutter, което буквално се превежда съответно като „баща на доктора“ и „майка на доктора“. Официалният прием е началото на т.нар. промоция (Promotionsverfahren), а окончателното присъждане на степента се нарича промоция.

### Аржентина
В Аржентина за прием в докторска програма в аржентински университет се изисква пълно завършване на магистърска степен или на степен Licentiate. Магистърски степени, които не са аржентински, обикновено се приемат в докторска програма, когато степента е от признат университет.

### Австралия
Приемът в докторантска програма в Австралия изисква кандидатите да докажат, че са способни да провеждат научни изследвания в предложената област на обучение. Стандартното изискване е бакалавърска степен с отличен успех от първи или втори клас. Обикновено за равностойни се смятат магистърските степени с изследователска насоченост и магистърските степени с курсова работа с 25% изследователски компонент. Възможно е също така студентите с изследователска магистърска степен да се „повишат“ до кандидати за докторска степен, след като покажат достатъчен напредък.

### Канада
За прием в докторска програма в канадски университет обикновено се изисква завършена магистърска степен в свързана област, достатъчно високи оценки и доказани изследователски способности. В някои случаи студентът може да премине директно от бакалавърска степен с отличие към докторска програма; други програми позволяват на студента да премине бързо към докторска програма след една година отлична работа в магистърска програма (без да е необходимо да завършва магистърска програма).

### Колумбия
В някои университети в Колумбия, особено в държавните, за прием в докторантура може да се изисква магистърска степен (Magíster). В определени случаи обаче може да се кандидатства и за директна докторантура, в зависимост от препоръките на журито относно предложението за дисертация.

### Финландия
Във Финландия степента filosofian tohtori (съкратено FT) се присъжда от традиционни университети, като например Университета в Хелзинки. Изисква се магистърска степен, а докторската степен съчетава приблизително 4 – 5 години изследователска работа (равняваща се на 3 – 5 научни статии, някои от които трябва да са първи автори) и 60 ECTS точки обучение. Други университети, като например Aalto University, присъждат степени като tekniikan tohtori (TkT, инженерство), taiteen tohtori (TaT, изкуство) и т.н., които се превеждат на английски език като Doctor of Science (D.Sc.) и са формално равностойни. Лицензията (filosofian lisensiaatti или FL) изисква само 2 – 3 години изследвания и понякога се прави преди FT.

### Франция
Студентите, които искат да получат докторска степен, трябва първо да завършат магистърска програма, която отнема две години след завършването на бакалавърска степен (общо пет години). Кандидатът трябва да кандидатства за докторантски изследователски проект, свързан с докторантски консултант (Directeur de thèse или directeur doctoral) с хабилитация по време на цялата докторска програма.

### Италия
Докторантурата е отворена без ограничения във възрастта или гражданството за всички, които вече притежават laurea magistrale (магистърска степен) или подобна академична титла, присъдена в чужбина, която е призната за равностойна на италианска степен от комисията, отговаряща за приемните изпити.

### Полша
Докторската степен (Pol. doktor), съкратено PhD (Pol. dr), е висша академична степен, присъждана от университетите в повечето области, както и от Полската академия на науките, регламентирана от законите на полския парламент и правителствените постановления, по-специално от Министерството на науката и висшето образование на Република Полша. Обикновено студентите с магистърска степен или еквивалентна степен се допускат до приемен изпит за докторантура. Титлата доктор се присъжда на учен, който е завършил минимум три години докторантура (пол. studia doktoranckie; не е задължително за получаване на докторска степен), завършил е теоретичен или лабораторен научен труд, положил е всички изпити за докторантура; представил е дипломна работа – документ, представящ изследванията и резултатите на автора, и успешно е защитил докторската дисертация. Обикновено след завършването си кандидатът се подлага на устен изпит, винаги публичен, от научна комисия с експертиза в дадената дисциплина.

### Сингапур
Сингапур има шест университета, предлагащи възможности за докторантура: Национален университет на Сингапур, Технологичен университет Нанянг, Сингапурски университет по мениджмънт, Сингапурски технологичен институт, Сингапурски университет за технологии и дизайн и Сингапурски университет за социални науки.

### Испания
Докторските степени се регулират от Real Decreto (Кралски указ на испански език) 99/2011 от академичната 2014/2015 година. Те се издават от университет от името на краля, а дипломата за тях има силата на публичен документ. Министерството на науката поддържа Национален регистър на дисертациите, наречен TESEO.

### Великобритания
Университетите приемат кандидати за докторантски програми за всеки отделен случай; в зависимост от университета приемът обикновено зависи от това дали бъдещият студент е завършил бакалавърска степен с поне втора степен с отличие или следдипломна магистърска степен, но изискванията могат да варират.
В случая с Оксфордския университет например „Единственото съществено условие за приемане ... е да се докажат предишни високи академични постижения и бъдещ потенциал“. Някои университети в Обединеното кралство (например Оксфорд) съкращават своята степен „доктор по философия“ като „DPhil“, докато повечето използват съкращението „PhD“; но това са стилистични условности и във всички останали отношения степените са равностойни. Обикновено студентите първо се приемат в програма MPhil или MRes и могат да се прехвърлят в докторска програма при задоволителен напредък, като това понякога се нарича APG (Advanced Postgraduate) статус. Обикновено това се прави след една или две години, като извършената изследователска работа може да бъде зачетена за докторска степен. Ако студентът не успее да постигне задоволителен напредък, може да му бъде предложена възможността да напише и представи документи за степен MPhil, например в Кингс Колидж и Манчестърския университет. В много университети MPhil се предлага и като самостоятелна научна степен.
Докторантите от държави извън зоната на ЕС/ЕАСТ са длъжни да спазват Схемата за одобрение на академична технология (ATAS), която включва преминаване през процес на проверка за сигурност във външното министерство за определени курсове по медицина, математика, инженерство и науки за материалите. Това изискване беше въведено през 2007 г. поради опасения за задграничен тероризъм и разпространение на оръжия.

### САЩ
В Съединените щати докторската степен е най-високата академична степен, присъждана от университетите в повечето области на обучение. Има повече от 282 университета в Съединените щати, които присъждат докторска степен, и тези университети се различават значително в своите критерии за прием, както и в строгостта на своите академични програми.

## В България
В България до към 90-те години на XX век степента е кандидат на науките по подобие на съветските научни степени. Днес са възприети 3 форми на докторантура – редовна (с продължителност минимум 3 години), задочна (минимум 4 години) и свободна. Редовна и задочна докторантура започват лица, издържали конкурс за докторант по научната специалност и чужд език. В свободна докторантура се записва лице, частично извършило изследователска работа по темата на докторантурата и представило доклад за тази работа, който съответно е разгледан и одобрен от първично научно звено. Докторантът извършва специфичната изследователска работа, заложена в неговия индивидуален план, подготвя се теоретично в областите, залегнали в същия план, явява се на докторантски изпит по научната специалност и разработва дисертационния си труд.
Докторантският труд се разглежда в научната организация, което се нарича „вътрешна защита“ и при положителна оценка се насочва към публична защита пред научното жури. До месец преди защитата, рецензиите и становищата от членовете на научното жури се публикуват на сайта на научната организация.
Правилната употреба на титлата в България е „доктор по ... (научно направление)“, например „доктор по икономика/математика“ и т.н. Съкратено степента се изписва пред името на лицето като „д-р“. За работещите в сферата на медицината и здравеопазването се изписва след името, като д.м. (доктор по медицина); д.ф. (доктор по фармация), д.б. (доктор по биология) и т.н.

## Допълнителна информация
- Geiger, Roger L. To Advance Knowledge: The Growth of American Research Universities, 1900 – 1940.   Oxford University Press, 1986.
- Geiger, Roger L. Research and Relevant Knowledge: American Research Universities Since World War II.   2001.
- Simpson, Renate. How the PhD came to Britain: A century of struggle for postgraduate education.   Guildford, 1983.

|  | Тази страница частично или изцяло представлява превод на страницата Doctor of Philosophy в Уикипедия на английски. Оригиналният текст, както и този превод, са защитени от Лиценза „Криейтив Комънс – Признание – Споделяне на споделеното“, а за съдържание, създадено преди юни 2009 година – от Лиценза за свободна документация на ГНУ. Прегледайте историята на редакциите на оригиналната страница, както и на преводната страница, за да видите списъка на съавторите. ВАЖНО: Този шаблон се отнася единствено до авторските права върху съдържанието на статията. Добавянето му не отменя изискването да се посочват конкретни източници на твърденията, които да бъдат благонадеждни. |